# Gumballov čudesni svijet
Gumballov čudesni svijet (također naveden kao Čudesan Gumball svijet) je britansko-američka animirana televizijska absurdna humoristična serija koju je napravio Ben Bocquelet za Cartoon Network. U produkciji tvrtke Cartoon Network Studios Europe, prva epizoda bila je emitirana 3. svibnja 2011. i zadnja se prikazala 24. srpnja 2019. Serija prati plavog mačka s 12 godina, Gumballa Wattersona, i njegovog usvojenog brata i najboljeg prijatelja Darwina, narančastu ribu s nogama. Gumball i Darwin pohađaju osnovnu školu u fiktivnom gradu Elmoreu, Califronia, gdje se nalaze u svakakvim smicalicama, i također provode vrijeme s obitelji, koja se sastoji od: mlađe i vrlo inteligentne sestre Anais, agresivne majke Nicole, i šašavog oca Richarda. Uz obitelj Watterson se u seriji pojavljuje puno pozadinskih likova.
Bocquelet je bazirao mnoge likove serije na prijašnje likove koje je koristio u reklamama, i premisu je napravio "kombinacijom obiteljske i školske serije". Cartoon Network je bio zainteresiran za seriju. Direktor Turner Broadcastinga, Daniel Lennard, odobrio je produkciju serije za Cartoon Network. Prva je serija u produkciji tvrtke Cartoon Network Studios Europe, i u koprodukciji je njemačkog Studija SOI i Great Marlborough Productions Limiteda.
Jedna značajka zbog koje se ova serija razlikuje od drugih na Cartoon Networku je to da se razni stilovi animacije koriste za likove, uključujući tradicionalnu animaciju, lutkarstvo, CGI, stop motion, Flash animaciju, igranu glumu, itd.
Između sezona se pojavljuju razne stilske promjene, pogotovo između sezone 1 i 2, gdje su se dizajnovi likova promijenili, vizualni efekti su se češće počeli koristiti, animacija se poboljšala, i stil humora se promijenio u satirični i mračniji stil.
Nakon što je serija završila, mini-serija od šest epizoda zvana Darwin's Yearbook (hrv. Darwinov godišnjak) bila je najavljena studenog 2019. Listopada 2020. je izašla još jedna mini-serija zvana The Gumball Chronicles (hrv. Gumballove kronike).

## Povijest
Nakon što je Cartoon Network Studios Europe bio osnovan 2007., Ben Bocquelet je bio zaposlen da pomogne ljudima s predstavljanjem svojih serija Cartoon Networku. Ali, kad je studio odlučio dati svojim radnicima da sami predstavljaju svoje ideje, odlučio je uzeti neke likove koje je stvorio za reklame i sve ih staviti u seriju kojoj je mjesto radnje škola. Daniel Lennard, potpredsjednik Original Seriesa i razvoja tvrtke Turner Broadcasting System Europe, bio je impresioniran premisom i odobrio je produkciju serije. Serija je postala prva emisija u produkciji Cartoon Network Studios Europea. U suradnji s dublinskom tvrtkom Boulder Media Limited, s pomoći Dandelion Studiosa i studija SOI, za prvu sezonu je bilo napravljeno 36 epizoda.

### Emitiranje
Prve dvije sezone su se emitirale na Cartoon Networku u više od 126 država, i treća je sezona stigla 2014. Ovo uključuje hrvatsko govorno područje, jer je Cartoon Network dostupan u mnogim državama. Serija je malo ranije stigla u Ujedinjeno Kraljevstvo (2. svibnja 2011.). Od 1. prosinca 2014. do 3. travnja 2017. su se reprize epizoda emitirale na Boomerangu.
Uz već spomenuti Cartoon Network, u Hrvatskoj je serija dostupna na servisu za streaming HBO-a, Maxu, s dobnom granicom od 7+ (nije preporučeno za djecu mlađu od 7 godina). Na Cartoon Networku je sadržaj sinkroniziran na hrvatski, a Max ima sinkroniziranu inačicu. Uz hrvatsku inačicu, na Maxu je dostupna originalna (engleska), srpska, i slovenska sinkronizacija. Prva je sezona premijeru doživjela krajem listopada 2020. (sinkronizirano je 17 od 18 epizoda), dok su druga, treća i četvrta sezona premijerno prikazane 25. lipnja 2021. Peta je sezona na platformu stigla kasnije, 16. srpnja 2021.

## Premisa
Serija prati život 12-godišnjog plavog mačka Gumballa Wattersona (Logan Grove, S1–S3E1, Jacob Hopkins, S3E2–S5E12, Nicolas Cantu, ostatak serije, Duke Cutler, The Gumball Chronicles) i njegove razne pustolovine u fiktivnom američkom gradu Elmoreu, s usvojenim bratom, zlatnom ribicom Darwinom (Kwesi Boakye, S1–S3E1, Terrell Ransom Jr., S3E2–S5E12, Donielle T. Hansley Jr., S5E13–S6E8, Christian J. Simon, ostatak serije). Ostatak njegove obitelji – inteligentna mlađa sestra, zečica Anais (Kyla Rae Kowalewski), lijeni i šašavi otac, zec Richard (Dan Russell), i radoholična majka, plava mačka Nicole (Teresa Gallagher) – često se nađu u Gumballovim nezgodama. Gumball i Darwin često dovode prijatelje iz Osnovne škole Elmore u svoje pustolovine. Od njih je najistaknutija Penny Fitzgerald (Teresa Gallagher), Gumballova djevojka.
Od treće je sezone važan dio serije "praznina", dimenzija u Elmoreu gdje prebivaju sve greške svijeta. U "praznini" se nalaze i dijelovi stvarnosti, kao i dijelovi serije. Rob (Charles Philipp, David Warner u 4. sezoni) je pozadinski lik u 1. i 2. sezoni, ali je bio zarobljen u praznini nakon što je postao "irelevantan". Nakon što pobjegne iz praznine u trećoj sezoni, postane glavni antagonist serije. U epizodi iz 4. sezone, "The Disaster" (hrv. Katastrofa), potvrđuje da je svjestan svoje fikcionalne stvarnosti, i mrzi Gumballa jer je on protagonist.

## Epizode
| Sezona | Sezona    | Epizode | Epizode | Originalno emitiranje | Originalno emitiranje |
| Sezona | Sezona    | Epizode | Epizode | Premijera             | Finale                |
| ------ | --------- | ------- | ------- | --------------------- | --------------------- |
|        | Pilot     | Pilot   | Pilot   | 9. svibnja 2008.      | 9. svibnja 2008.      |
|        | 1         | 36      | 36      | 3. svibnja 2011.      | 13. ožujka 2012.      |
|        | 2         | 40      | 40      | 7. kolovoza 2012.     | 3. prosinca 2013.     |
|        | 3         | 40      | 40      | 5. lipnja 2014.       | 6. kolovoza 2015.     |
|        | 4         | 40      | 40      | 7. srpnja 2015.       | 27. listopada 2016.   |
|        | 5         | 40      | 40      | 1. rujna 2016.        | 10. studenog 2017.    |
|        | 6         | 44      | 44      | 5. siječnja 2018.     | 24. lipnja 2019.      |
|        | Specijali | 14      | 14      | 14. prosinca 2019.    | 2021.                 |

### Crossoveri
Ben Bocquelet je 17. rujna 2015. tweetao da će u petoj sezoni biti crossover s nepoznatom animiranom serijom. Pričao je o epizodi "The Copycats" (hrv. Imitatori), koja se emitirala 6. veljače 2017. Epizoda je bila crossover s likovima iz serije Miracle Star (hrv. Čudotvorna zvijezda), kineskog klona serije.
U epizodi "The Boredom" (hrv. Dosada) se pojavljuju likovi iz serija Clarence, Regular Show (hrv. Redovita emisija) i Uncle Grandpa (hrv. Ujak Djed). U epizodi "Pizza Eve" iz serije Uncle Grandpa se Gumball pojavljuje kao kameo, uz razne druge likove tada aktualnih serija na Cartoon Networku. Gumball, i razni drugi likovi Cartoon Networka, se pojavljuju u specijalu "Crossover Nexus" iz serije OK K.O.! Let's Be Heroes (hrv. OK K.O.! Budimo junaci).

### Waiting for Gumball
Waiting for Gumball (hrv. Čekanje Gumballa) je mini-serijal koji se sastoji od 13 kratkih filmića o seriji.

### Darwin's Yearbook
Dawin's Yearbook (hrv. Darwinov godišnjak) je mini-serijal koji se sastoji od šest epizoda. Serija prati Darwina i njegove pokušaje popunjavanja godišnjaka Osnovne škole Elmore.

### The Gumball Chronicles
Od 5. listopada 2020. do 2. studenog 2020. se na Cartoon Networku emitirao mini-serijal The Gumball Chronicles (hrv. Gumballove kronike) o seriji. Mini-serijal je započeo s epizodom The Curse of Elmore (hrv. Elmoreovo prokletstvo; Elmorska kletva). Četiri epizode koje su bile objavljene nakon su bile o predsjedničkim izborima u SAD-u 2020.

### Nadolazeći film
Ben Bocquelet je spomenuo mogući film u intervjuu s novinama The Times. Ali, nakon što je Bocquelet napustio seriju nakon šeste sezone, rekao je da sumnja da će film biti napravljen. Bocquelet je ponovno postao zainteresiran za film ožujka 2018. Kasnije je rekao da ima planove za jedan dugometražni film za kina, i jedan film za kućne medije. Redatelj serije Mic Graves je potvrdio da ekipa radi na scenariju za film 29. rujna 2018. na slavlju 25. godišnjice Cartoon Networka UK. Bocquelet je retweetao tweet u kojem piše da je scenarij filma u procesu proizvodnje, ali se još uvijek ne zna hoće li film biti napravljen. Nakon što je zadnja epizoda serije, "The Inquisition" (hrv. Inkvizicija), s negativnim i mješovitim recenzijama, bila objavljena na aplikaciji Cartoon Networka 31. svibnja, Bocquelet je rekao da nije bila njegova ideja da serija završi s cliffhangerom, ali ako film ikad bude napravljen, cliffhanger će biti riješen.
WarnerMedia je 17. veljače 2021. najavio televizijski film s naslovom The Amazing World of Gumball Movie (hrv. Gumballov čudesni svijet film). Cartoon Network je taj isti dan tweetao o filmu.

## Mediji

### Kućni mediji
| Regija | Naslov                                                                           | Sezona | Format prikaza | Epizode | Trajanje   | Nadnevak izdanja                                          |
| ------ | -------------------------------------------------------------------------------- | ------ | -------------- | ------- | ---------- | --------------------------------------------------------- |
| 1      | The DVD (hrv. DVD)                                                               | 1      | 16:9           | 12      | 132 minute | 28. kolovoza 2012. (ponovno objavljen 7. listopada 2014.) |
| 1      | The Mystery (hrv. Misterij)                                                      | 1      | 16:9           | 12      | 132 minute | 15. siječnja 2013.                                        |
| 4      | The Amazing Volume 1 (hrv. Čudesni svezak 1)                                     | 1      | 16:9           | 12      | 132 minute | 3. srpnja 2013.                                           |
| 1      | The Party (hrv. Zabava)                                                          | 1      | 16:9           | 12      | 132 minute | 13. kolovoza 2013.                                        |
| 4      | The Amazing Volume 2 (hrv. Čudesni svezak 2)                                     | 1      | 16:9           | 12      | 132 minute | 1. travnja 2014.                                          |
| 4      | The Amazing Volume 3 (hrv. Čudesni svezak 3)                                     | 1      | 16:9           | 12      | 132 minute | 6. kolvoza 2014.                                          |
| 2      | Volume 1 (hrv. Svezak 1)                                                         | 1      | 16:9           | 12      | 138 minuta | 6. listopada 2014.                                        |
| 1      | The Amazing World of Gumball: Volume 4 (hrv. Gumballov čudesni svijet: svezak 4) | 2      | 16:9           | 12      | 144 minute | 4. studenog 2014.                                         |
| 4      | The Complete First Season (hrv. Cijela prva sezona)                              | 1      | 16:9           | 36      | 396 minute | 5. kolovoza 2015.                                         |
| 2      | Volume 2 (hrv. Svezak 2)                                                         | 2      | 16:9           | 40      | 449 minute | 4. kolovoza 2019.                                         |

### Stripovi
Od 18. lipnja 2014., Boom! Studios objavljuje stripove, tomove, i slikovnice o seriji. Objavili su samo 8 izdanja stripa prije nego što mu je bila ukinuta proizvodnja, ali tomovi i slikovnice se još uvijek objavljuju.

## Prijem

### Kritički prijem
Gumballov čudesni svijet dobio je uglavnom pozitivne kritike. U povoljnoj recenziji, Brian Lowry iz tvrtke Variety opisao je seriju kao "uglavnom doista pametno okretanje domaćem kaosu" i "prvorazrednu glupost". Ken Tucker iz Entertainment Weeklyja također je bio pozitivan, napisavši: "Malo je primjera redovnog dječjeg programa tako maštovitog, vizualno i narativno odvažnog, kao što je Gumballov čudesni svijet."
Noel Murray iz The A.V. Cluba dao je DVD s prvih 12 epizoda serije B+, napisavši da "ono što izdvaja seriju od mnogih drugih super-blesavih, polu-anarhičnih crtanih filmova na TV-u ovih dana jest to što sadrži tako dobro razvijen svijet, gdje čak i uz eklektične dizajne likova postoje prepoznatljive osobine i tendencije." Pisac Z časopisa Wired primijetio je da serija "uspijeva imati iskreno srce, čak i kad se radnje same prebacuju iz istrošenih TV tropova u potpuno ludilo." Meredith Morgenstern iz Mediuma pohvalila je emisiju zbog raznolikosti, posebno spominjući dinamiku obitelji s usvojenim djetetom Wattersona, Darwinom, očem koji ne radi kod kuće i majkom koja koja radi, te uloge mladih crnih glumaca za spomenutog glavnog junaka Darwina.

### Ocjene
3. svibnja 2011., premijeru serije gledalo je 2,120 milijuna gledatelja u SAD-u. "The Goons" (hrv. Tupavci) je trenutno najgledanija epizoda serije, s 2,72 milijuna gledatelja. "The Potion" (hrv. Napitak) je najniže gledana epizoda sa samo 0,42 milijuna gledatelja, otprilike 15% serijine najgledanije epizode.

### Nagrade i nominacije
Gumballov čudesni svijet osvojio je i bio nominiran za mnogo nagrada, uključujući nagrade Annie, Kids' Choice Awards, British Academy Children's Awards, i mnogo više.